# Meiotrichum lyallii
Meiotrichum lyallii är en bladmossart som beskrevs av G. L. S. Merrill 1992. Meiotrichum lyallii ingår i släktet Meiotrichum och familjen Polytrichaceae. Inga underarter finns listade i Catalogue of Life.